# Metropolitano de Baltimore
Metrô de Baltimore ("Metro Subway" ou "Baltimore Metro") é um sistema metroviário que atende a cidade norte-americana de Baltimore, no estado de Maryland. O metrô é operado pela "Maryland Transit Administration".

## História
Os primeiros estudos para a construção do sistema metroviário para a região de Baltimore foram preparados na década de 1960. O relatório com as recomendações foi publicado em 1968. O estudo contemplava a solução de engenharia e de viabilidade econômica, bem como projeções de demandas futuras. A proposta previa a construção de um sistema de 114,3 quilômetros de extensão, com seis linhas radiais direcionadas para todas as regiões da cidade e um nó central de onde partiriam as linhas. O conceito original era semelhante ao projeto do Metrô de Washington que estava sendo desenvolvido na mesma época.
Devido a limitações de financiamento, novos estudos refinaram o conceito para um projeto menor com 44,8 quilômetros de extensão com duas linhas, uma em direção noroeste chegando a Owings Mills, e a outra em direção sul direcionada ao Aeroporto Internacional de Baltimore-Washington Thurgood Marshall (BWI). O projeto não foi em frente por falta de recursos e resistência política.
A construção da linha atual, foi iniciada em dezembro de 1976 a um custo de US$ 797 milhões, sendo 80% com recursos do governo federal e o restante com fundos vindos da "Maryland Transit Administration". O custo final da obra foi de US$ 1,392 bilhão.

## Arquitetura

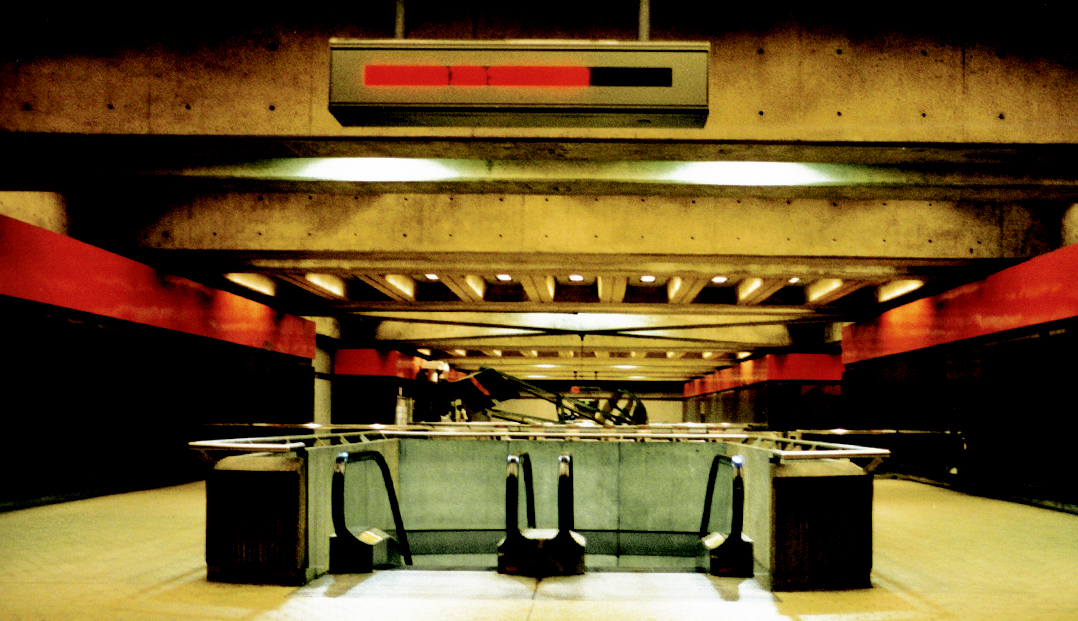
Metrô de Baltimore

Com concepção tradicional as estações apresentam variados desenhos arquitetônicos. A altura dos mezaninos e do teto diferem de estação para estação.
Obras de arte estão expostas e integram a arquitetura das estações: Charles Center, escultura em tubo neon, autor Stephen Antonakos; Lexington Market, mosaico colorido em cerâmica de Patricia Alexander; State Center/Cultural Center, escultura tipo mobile de autoria de Paul Daniel; Upton/Avenue Market, mosaico em cerâmica e vidro do artista Romare Bearden; Penn-North trabalho abstrato produzido por E. Marc Treib; Mondawmin montagem fotográfica em backlight de R. Thomas Gregory; West Coldspring escultura abstrata em arenito autoria de Jim Sanborn; Rogers Avenue escultura abstrata em aço do artista plástico Gregory Moring; Reisterstown Plaza obra "sun and neon" (sol & neon) de Rockne Krebs.

## Operação
Com uma única linha com 24,5 km de comprimento, ele foi construindo para atender a área que fica entre o centro da cidade de Baltimore e o subúrbio de Owings Mills na região nordeste. Com quatorze estaçôes em operação, a linha foi construida em três etapas, inauguradas em 21 de novembro de 1983, julho de 1987 e concluida em maio de 1995.
Os trens chegam as estações a cada oito minutos nos horários de pico no início da manhã e final de tarde. Nos demais horários o intervalo entre os trens é de 10 a 20 minutos. O percurso total da linha pode ser feito em aproximadamente 25 minutos.
A partir de 2 de setembro de 2001, o Metrô de Baltimore passou a operar os sete dias da semana.

## Facilidades

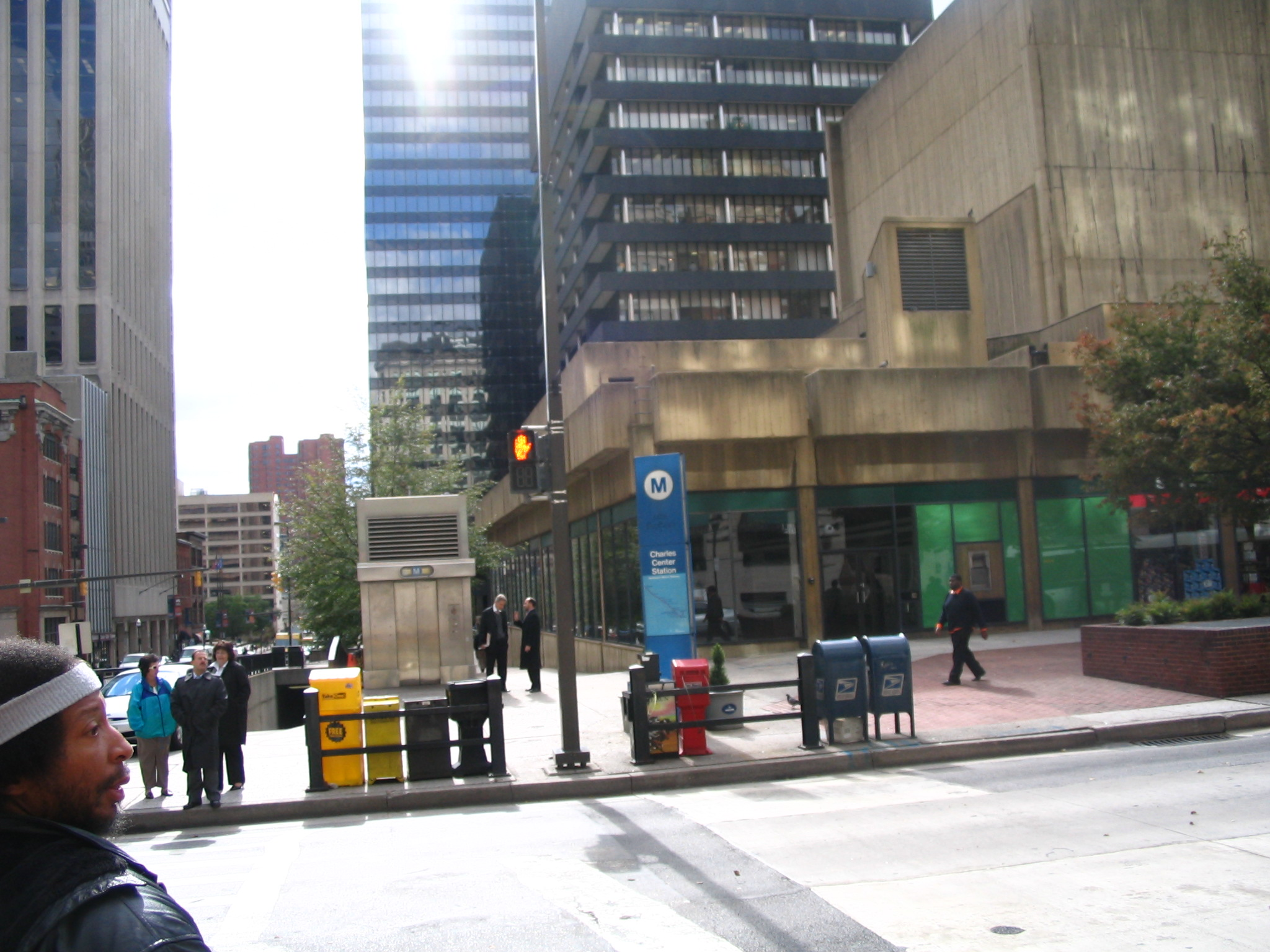
Visão externa da estação Charles Center (Metro Subway)
centro de Baltimore

O sistema foi concebido para que todas as estações fossem servidas por linhas de ônibus da "MTA".
O estacionamento de veículos é gratuito em todas estações entre a Owings Mills e a Mondawmin inclusive.
Fumar, comer, beber, ou escutar rádio sem fone de ouvido, são proibidos por lei no "Metro Subway".
Todas as estações e estacionamentos possuem condições para acesso de idosos e portadores de necessidade especiais. Em todos os vagões existem bancos reservados para estes passageiros. Estão disponíveis 81 escadas rolantes e 33 elevadores. Sinalização em Braile para deficiente visuais e sistema automático de anuncio de estações por voz, completam estas facilidades.
O metrô de Baltimore, conta com os serviços da "Maryland Transit Administration Police Force", unidade policial especializada na proteção dos passageiros e manutenção da ordem em todos os meios de transporte da area metropolitana.
Bicicletas são permitidas dentro dos vagões, fora dos horários de pico.
Um sistema de "achados & perdidos" pode ser consultado via internet e acionado por telefone. O metro guarda os objetos por um período de 30 dias.

## Características

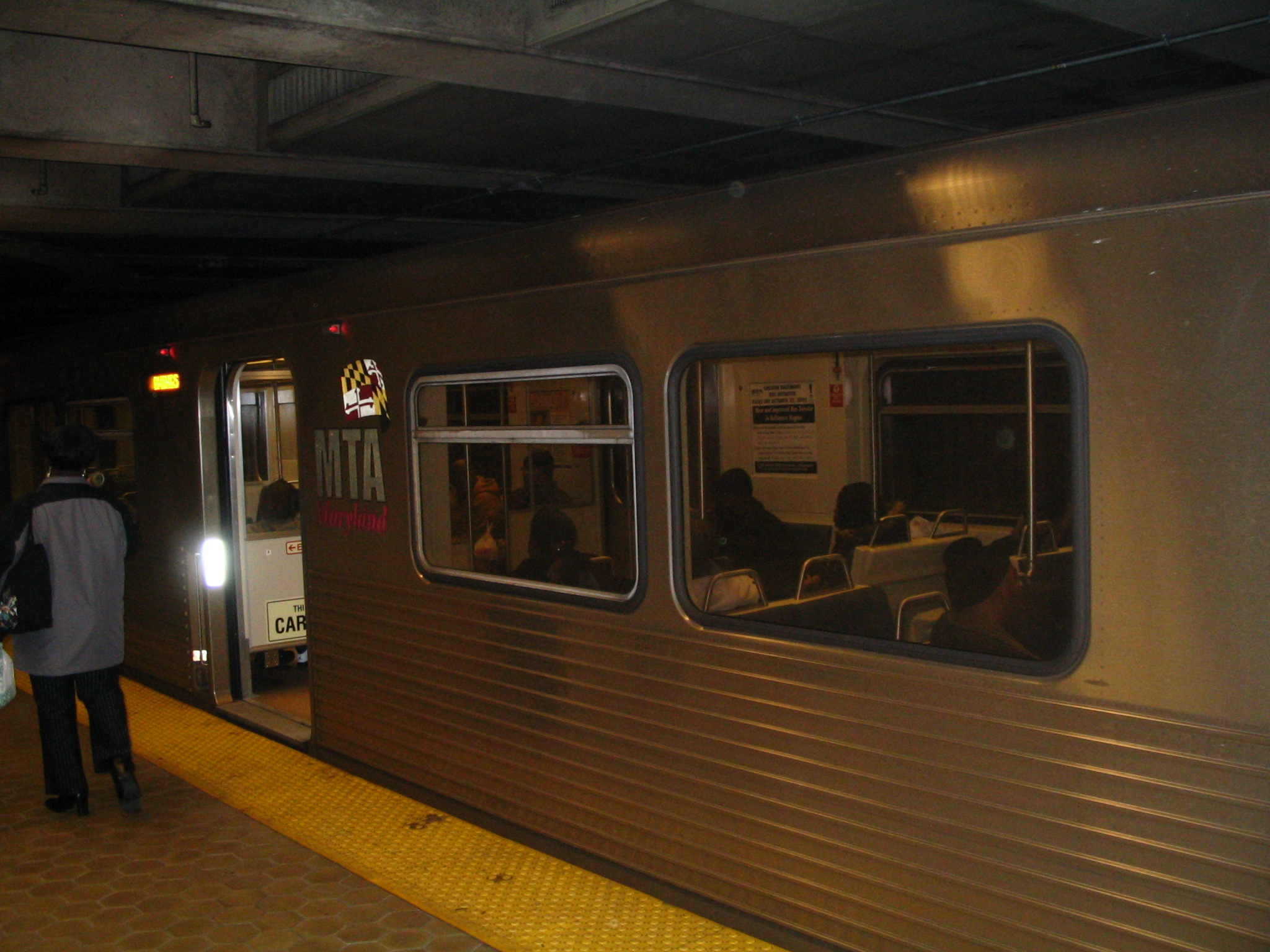
State Center (Metro Subway)
2005

A linha com 24,5 km de comprimento, tem 10 km subterrâneos, 3,5 km elevado, e o restante foi construído ao nível do solo.
Os vagões foram fabricados pela "The Budd Company of Philadelphia", a um custo aproximado de US$800.000,00 cada unidade. Diferentes apenas nas cores, os trens são idênticos aos utilizados no Miami-Dade Metrorail, na Florida.
Os vagões tem 22,9 metros de comprimento com 3,1 metros de largura e altura a partir do solo de 3,7 metros. Cada vagão pesa 34,545 toneladas.
Movido a eletricidade alcançam uma velocidade máxima de 113 km/h, e operam a uma velocidade média de 48 km/h. As composições são climatizadas.
As composições são formadas por 2, 4 ou 6 vagões. Não é permitido o trânsito de passageiros entre os vagões.
O acesso é feito por três portas bi-partidas de cada lado do vagão. Cada vagão acomoda 76 passageiros sentados e 90 em pé.
A frota do Metrô de Baltimore é composta por 100 vagões que passaram por um processo de reforma e modernização concluido em março de 2006.

## Estações
| - Owings Mills - Old Court - Milford Mill - Reisterstown Plaza - Rogers Avenue - West Coldspring - Mondawmin | - Penn-North - Upton/Avenue Market - State Center/Cultural Center - Lexington Market - Charles Center - Shot Tower/Market Place - Johns Hopkins Hospital |

## Expansão

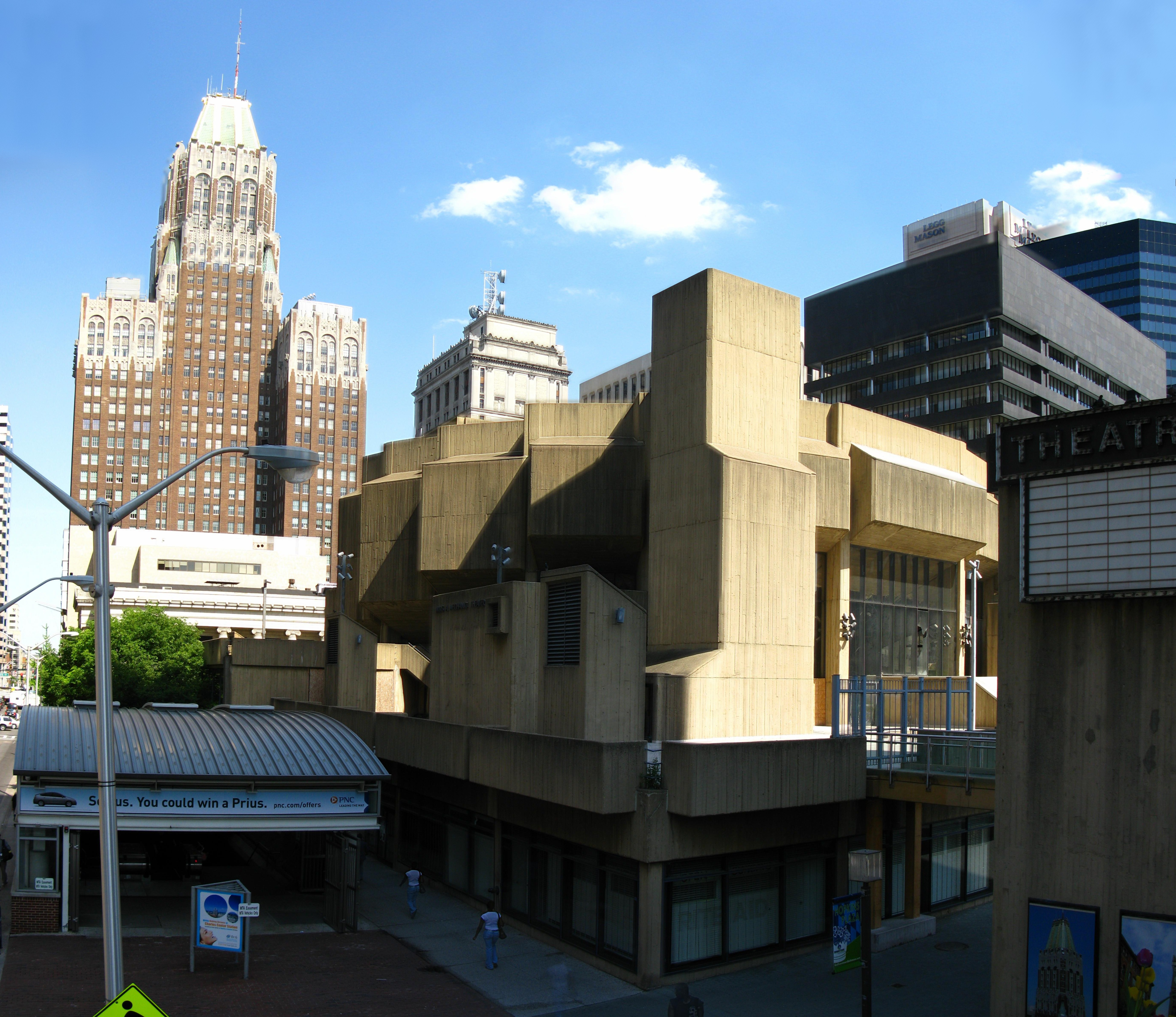
"Morris A. Mechanic Theatre " ao lado do acesso da Charles Center; ao fundo Bank of America Building
2007

Não existem planos para novas linhas ou estações do Metrô de Baltimore.
A operadora "Maryland Transit Administration" esta desenvolvendo diversos projetos de transporte de passageiros para a região de Baltimore.  O "Red Line Corridor Transit Study" estuda as alternativas para a construção de um corredor na direção de leste a oeste, com utilização de ônibus ou veículos leve de superfície sobre trilhos, sendo que um dos terminais será no  "Johns Hopkins Bayview Medical Campus". O projeto "The Purple Line", visa aconstrução de uma linha de trânsito rápido, que utilizará ônibus e veículos de superfície sobre trilhos, ligando o Condado de Montgomery ao Condado de Prince George's. O "Maglev" (Baltimore-Washington Maglev Project), é um estudo que prevê a implantação de um sistema de alta velocidade, com a utilização de levitação magnética. O sistema utilizará eletricidade para elevação e movimentação dos trens.